# 山口百惠ベスト・コレクション〜横須賀ストーリー〜
『山口百惠ベスト・コレクション〜横須賀ストーリー〜』（やまぐちももえベスト・コレクション よこすかストーリー）は、山口百恵のベスト・アルバム。1995年2月1日にソニーミュージックよりリリースされた、The CD Club専用商品。

## 解説
- The CD Club専用商品で、市販はされていない。
- ヒット曲中心だが、アルバムから3曲、シングルB面から1曲選曲されている。
- 同年9月には本作に続く第2弾『山口百惠ベスト・コレクションII 〜いい日旅立ち〜』が発売された。

## 収録曲
1. 横須賀ストーリー
2. 秋桜
3. 青い果実
4. 禁じられた遊び
5. 夏ひらく青春
6. 夢先案内人
7. 乙女座 宮
8. しなやかに歌って
9. 赤い衝撃
10. 惜春通り
11. CRY FOR ME
  - アルバム『L.A. Blue』収録曲
12. I CAME FROM 横須賀
  - アルバム『百恵白書』収録曲
13. DANCIN' IN THE RAIN
  - アルバム『L.A. Blue』収録曲
14. 伊豆の踊子
  - シングル「冬の色」B面
15. さよならの向う側

## 関連作品
- 山口百惠ベスト・コレクションII 〜いい日旅立ち〜
- 冬の色
- 百恵白書
- L.A. Blue